# Pati Chapoy
Patricia Chapoy Acevedo (Ciudad de México, 19 de junio de 1949), conocida como Pati Chapoy, es una periodista, empresaria y conductora del programa de televisión Ventaneando.
Durante varias ocasiones ha declarado que su sucesora en la emisión fuera Jimena Pérez de Vaca, más conocida como la Choco.
Ha tenido diferentes menciones y apariciones en películas y series biográficas como Gloria. En 2022 lanza su canal de YouTube llamado Pati Chapoy.

## Biografía
Es licenciada en Periodismo egresada de la Escuela de Periodismo Carlos Septien García en Ciudad de México.
Fue trabajadora en un despacho de economistas y escritora en diversas publicaciones. En una entrevista se encontró a Raúl Velasco, quien la invitó a colaborar en el programa México, magia y encuentro para Televisa, ahí inició su carrera de presentadora. Tuvo la oportunidad de entrevistar a la esposa del presidente de México Luis Echeverría, María Esther, a las afueras de un cine. Tiempo después trabajó en la revista Diseño, en la que tuvo la oportunidad de entrevistar a personalidades del mundo de la cultura en México como Siqueiros, Tamayo, Juan O'Gorman, Sofía Bassi, María Félix y Dolores del Río.
También colaboró como modelo para la revista llamada Última Moda.
Después escribió para revistas como Contenido y participó en el periódico Novedades. Más tarde colaboró con la revista Vanidades, para la que también realizaba entrevistas con personalidades. Un día entrevistó a Raúl Velasco, a los pocos días Velasco le llamó y la invitó a trabajar con él en un programa de radio y después a ser la coordinadora del Festival OTI. Con Raúl Velasco, hace más de veinticinco años, se adentró en el mundo de la farándula.
Tras varios años en Televisa, en donde llevaba la conducción de El mundo del espectáculo y era coconductora de Siempre en domingo y eventos nacionales como Señorita México, Festival OTI, entre otras producciones, Televisa le cancela el contrato a Pati Chapoy, quien se retira de la televisión temporalmente. Se dedica a atender una clínica spa y es en ese mismo tiempo en el que Ricardo Salinas Pliego la contrata para trabajar en Televisión Azteca. Chapoy decide «emigrar» a la entonces única competencia de Televisa, TV Azteca, iniciando en ella varios programas los cuales fueron las primeras producciones con contenido de espectáculos propios de la televisora, liderando el área de la empresa.

## Trabajos televisivos
Si bien Chapoy fue contratada por TV Azteca para crear y dirigir diferentes programas de contenido de espectáculos, fue quien salió a cuadro en la primera emisión del primer programa de espectáculos de la televisora llamado En medio del espectáculo que seguía la estructura de El mundo del espectáculo que condujo para Televisa. A finales de 1995, la empresa pidió a Chapoy crear un programa de espectáculos para la pantalla de Televisión Azteca, en el cual abordara la crítica a lo que sucedía en todas las televisoras, incluyendo la competencia; inicialmente tampoco saldría al aire, sin embargo en ese mismo año, se grabó la primera emisión del programa Ventaneando que estaba dirigido por Carmen Armendáriz, e incluía a Chapoy, Martha Figueroa, Pedro Sola y Juan José Origel.
Entre los proyectos más destacados que ha creado Chapoy son: El ojo del huracán, Historias engarzadas, La historia detrás del mito, Va que va, y Los 25+.
En 2014, creó el Canal de TV de Paga Clic, junto a Esteban Macías; que en sus inicios transmitía videos musicales y programas de espectáculos. Actualmente presenta programas de estilo de vida.

## Vida privada
Chapoy está casada con el cantautor mexicano y Presidente del equipo de fútbol Club Cruz Azul, Álvaro Dávila, con quien tiene dos hijos; uno es el vocalista del grupo de rock pop Motel, Rodrigo Dávila Chapoy, y el otro es Pablo Dávila, director de videoclips.

## Programas
Pati Chapoy ha realizado estos programas en TV Azteca:
- En medio del espectáculo (1994-2002) Conducido inicialmente por Pati Chapoy; a partir de 1996 por Atala Sarmiento y de 1999 hasta su final por Mónica Garza. Como coconductores tuvo a Esteban Macías, Guillermo Wilkins, Enrique Aguilera y Rafael Sarmiento. Un programa que informaba los proyectos laborales de los artistas.
- Ventaneando (1996-presente) Actualmente conductora y directora del programa. Único programa vigente de espectáculos de TV Azteca, presentado por Ricardo Manjarrez, Rosario Murrieta y Linet Puente, en este el único del elenco original que sigue a la fecha es Pedro Sola, junto con Chapoy.
- El ojo del huracán (1997-2005) Era conducido por Aurora Valle. Cada semana realizaba una investigación sobre los casos más relevantes del espectáculo desde el principio a la fecha.
- Caiga quien caiga (1997-2000, 2007-2011). Este programa juntaba a varios periodistas tanto de TV Azteca como de otros medios (Revistas, radio, periódicos) y cada uno comentaba información comprometedora de algún famoso.
- Corazón grupero (1997-1999) Conducido por Aline Hernández. Este programa informaba sobre las actividades laborales y personales de los artistas dedicados al regional mexicano; transmitía videos musicales.
- Hit popular (1999-2003) Conducido por Mónica Cruz. Era totalmente igual a la primera etapa de "Corazón grupero".
- Top Ten (1999-2014) Conducido inicialmente por Sandra Chaín; a partir de 2007 hasta su final por Fer Gay. Como coconductores tuvo a Pía Watson, Tania Rincón, Thalí García, Ingrid Lazper y en sus últimos meses El Capi Pérez. Un conteo del 10 al 1 de los éxitos musicales del momento; al ingresar las canciones desde el número 10, cada semana empiezan a subir o bajar de casilla; hasta salir definitivamente de la lista.
- Con un nudo en la garganta (2000-2004) Conducido por Mónica Garza. Realizaba una investigación biográfica de los famosos: Familia, estudios, formación artística, etc.
- Gloria Trevi: El rostro del engaño (2001) Programa especial presentado por Pati Chapoy y la reportera Laura Suárez. Un programa que resumía los acontecimientos relacionados con el caso Gloria Trevi y Sergio Andrade.
- HitM3 (2003-2013) Conducido por Carlos Arenas, Ivonne e Ivette Hernández. Más tarde se incorporaban Shanik Aspe y Lambda García. Programa que presentaba lo más destacado de la escena musical.
- Los 25+ (2003-2015) Conducido inicialmente por Inés Gómez Mont; posteriormente por María Inés Guerra hasta su fin en octubre de 2015 y ambas acompañadas por Rosario Murrieta. Una lista que cada semana tenía una temática diferente y del 25 al 1 salían las notas del espectáculo más importantes de dicho tema.
- Desde cero (2004-2005) Programa donde varios jóvenes periodistas hacían reportajes, eran evaluados y acompañados por Rafael Sarmiento.
- Historias engarzadas (2004-2014, 2016-2017) Conducido por Mónica Garza. Programa de investigación biográfica de los famosos, similar a Con un nudo en la garganta.
- La historia detrás del mito (2005-2014) Programa presentado por Atala Sarmiento. El programa hablaba a cerca de los famosos y sus casos más impactantes que podrían ser realidades o mitos.
- Famosos en jaque (2005-2011) Programa presentado en un inicio por Aurora Valle pero debido a su salida de TV Azteca cambió de presentadora por Mónica Castañeda, presentaba la actualidad de los famosos.
- Vidas al límite (2005-2010) Conducido por Pilar Isla, programa donde presentaba algunos casos del espectáculo en México.
- Va que va (2005-2013) Conducido inicialmente por Dany Borja, y más adelante por Daniela Alcalá. Un programa que tocaba 4 temas diferentes cada semana; en cado uno se hacía una cadena con los famosos a través los trabajos en los que han coincidido.
- El informal (2006-2008) Programa presentado por Jesús Guzmán, junto con Nadia Escobar, Mario Alberto Monroy y Mariana Treviño. Noticiero semanal de carácter humorístico, basado en el formato español homónimo.
- Tras la rejas (2013-2014) Un programa donde cada semana un famoso diferente relataba su historia en la cárcel, y cuál fue la razón de su detención.
- La resolana (2012, 2014-presente) Originalmente era un resumen semanal del reality show La isla, conducido por Mauricio Mancera y transmitido por Azteca 7 los viernes en la noche. Para 2014, este espacio fue conducido por El Capi Pérez, haciendo su resumen del reality en modo cómico; y en 2015 La resolana paso a a ser un resumen de toda la televisión mexicana.
- Los del 7 (2012-2013) conducido por Rafael Sarmiento, Shanik Aspe, Mimí, Paulina Mercado, María José Rosado y Joe Herrera. Una revista matutina con diferentes secciones.
- Hasta mañana es lunes (2014-2015) conducido por Ivette Hernández, Lambda García, Regina Murguía y Shanik Aspe, quien más tarde fue reemplazada por Majo Castro. Un programa semanal que hablaba de música, cine y televisión, además de divertidos juegos entre los conductores.
- Conexión musical (2014-2015) Renovación del programa Top Ten, conducido por Alex Garza y Fer Gay.
- Ellas arriba (2014-2015) conducido por Jimena Pérez, Amaranta Ruiz, Paulina Mercado y Majo Castro, quien más tarde fue reemplazada por Shanik Aspe. Revista vespertina dedicado a la mujer.

Además de sus programas, también tiene a su cargo la sección de espectáculos "Fuerza Informativa Azteca".

## Reconocimientos
Patricia Chapoy fue nombrada "Señora Internacional 2009" en Laredo, Texas. También es unas de las 50 personalidades que mueven México según la revista "Quién".